# La Vega (Cauca)
La Vega è un comune della Colombia facente parte del dipartimento di Cauca.
Il centro abitato venne fondato da Antonio Matias Cabral de Melo y Pinzon nel 1777, mentre l'istituzione del comune è del 1875.